# Opettaja (revue)
Opettaja est est un magazine professionnel pour les enseignants publié par l'Association professionnelle de l'éducation (fi) en Finlande.
Le magazine compte 188 000 lecteurs en 2022.

## Histoire
Le magazine est publié sous sa forme actuelle depuis 1973, c'est-à-dire depuis la création d'OAJ.
Le magazine Opettaja résulte de la fusion de Opettajain Lehti, publié depuis 1906, et d'Oppikoululehti, fondé en 1951.

## Rédacteurs en chef
- Antti Henttonen 1973–1983
- Asseri Joutsimäki 1983–1989
- Hannu Laaksola 1987–2014
- Marja Puustinen 2014–2017
- Heikki Pölönen 9/2017–12/2017
- Hanna Ottman 2018–